# Luxík na Bíbrštejně
Luxík na Bíbrštejně je textová hra pro počítače Sinclair ZX Spectrum a kompatibilní z roku 1987. Autorem hry je A.K-Soft. Cílem hry je dostat ven z hradu Bíbrštejn malého lesního tvorečka Luxíka. Luxík zůstal v hradě uvězněn poté, co se ho rozhodl prozkoumat.
Hráč ovládá postavu Luxíka. Hra má rozsáhlý systém místností, ze kterých nezřídka vedou cesty do pěti směrů, a dveří, které je nutné odemykat pomocí klíčů. Klíče jsou označeny jako z klíč, s klíč, či m klíč a další. Při postupu hrou může postava Luxíka nést nejvýše čtyři předměty.
Hra se ovládá zadáváním příkazů z klávesnice. Všechny dostupné příkazy je možné zobrazit příkazem LUXIK (musí být zadán velkými písmeny) a inventář věcí je možné zobrazit příkazem kapsa.